# 크리스 드러리
크리스토퍼 엘리스 "크리스" 드러리(영어: Christopher Ellis "Chris" Drury, 1976년 8월 20일 ~ )는 미국의 은퇴한 아이스하키 선수로 현역 시절 포지션은 센터이다.